# 岡山交通
岡山交通（おかやまこうつう）は、岡山県岡山市に本社を置き、タクシー・貸切バスを運行する事業者。両備グループ。岡山最大のタクシーグループである「両備タクシーセンター」2社の一つ。

## 概要
岡山県岡山市に3か所と、倉敷市に1か所の営業所を置く。また広島県尾道市の中国交通を合併し社内カンパニー「中国交通カンパニー」としている。過去には総社市（総社両備タクシー）、福山市（福山両備タクシー）にも営業拠点（社内カンパニー）があった。
2023年時点で約350台のタクシー車両を保有している。2020年に小型・中型の車両区分は普通車に統合された。一般タクシー（旧区分の小型車）は黄色で「イエローキャブ」と称する。旧・中型車（クラウンセダン・スーパーサルーン）は黒塗りで、「ミジュアリータクシー」と称する。これは2018年に導入された名称で「ラグジュアリーなサービスをミドルクラス（旧・中型車）のタクシーで提供する」というもの。「ミジュアリー」はミドルとラグジュアリーを合わせた両備グループの造語である。これら普通タクシーのほか、ジャンボタクシーも保有する。また「ハイグレードタクシー」（ハイヤー）としてレクサス、アルファードを保有する。
貸切バスは小型、中型ハイデッカー、大型ハイデッカーを保有する。観光バスは、両備バスや岡電バスのから移籍の観光車（三菱ふそう・エアロバス）が、車体色は前社の塗り分けのままで、両備グループ以外から購入または中国交通などから移籍したいすゞ・ガーラや日野・セレガと自社で発注・購入した三菱ふそう・エアロエースは、導入時期により両備バスの1世代前または現行の貸切色を採用し、車体標記については「Ryobi Bus」となっている。

## 事業内容
- タクシー、バスでの旅客の輸送
- タクシー代行
- ドライバー派遣
- 不動産賃貸（交通オアシスビル）

## 歴史
1944年（昭和19年）、戦時統合により「岡山県乗用旅客運送株式会社」として発足。戦後の1948年（昭和23年）12月に現在の「岡山交通」へ商号を改めた。
1981年（昭和56年）にマイクロバス事業を営業開始。
1982年（昭和57年）に共同配車センター「両備タクシーセンター」を開設。
2007年（平成19年）7月9日、広島県の福山エリアでの営業を開始した。これは、広島県福山市に本社があるタクシー会社で2007年3月に破産手続きを行った「福山交通株式会社」（初代）の従業員70人と車両56台を引き継いで行う。正式名称は「岡山交通株式会社・福山両備タクシーカンパニー（車両表記は『福山両備タクシー』」。
2019年（令和元年）10月1日、同じ両備グループで総社市でタクシー事業を展開していた総社両備タクシーと、広島県尾道市でタクシー事業を展開していた中国交通の2社を吸収合併し、同社の総社両備カンパニー（車両表記は『総社両備タクシー』）と中国交通カンパニー(車両表記は『中国交通』）となった。
2020年（令和2年）3月1日、両備ホールディングスから両備タクシーカンパニー（両備タクシー）今保・倉敷の両営業所を事業譲渡された。
2022年（令和4年）、3月に総社両備タクシーカンパニーを閉鎖。10月、両備グループ傘下で倉敷市に所在する浅口タクシー株式会社を吸収合併。
2024年（令和6年）11月1日、福山両備タクシーカンパニーの事業をアサヒタクシー（広島県福山市）に譲渡した。

## 各営業所

### 岡山県
- 本社・豊成営業所
  - 住所：700-0942　岡山県岡山市南区豊成1丁目14番12号
    - タクシー94台
    - 大型バス8台
    - 中型バス4台
- 西営業所
  - 住所：700-0052　岡山県岡山市北区下伊福本町3番14号
    - タクシー62台
- 西大寺営業所
  - 住所：704-8116　岡山県岡山市東区西大寺中2丁目2番15号
    - タクシー20台

※岡山市内については、岡山両備タクシーとの2社で共同配車を実施（別会社の両備タクシーセンターが2社から配車事業を受託）。
- 倉敷営業所
  - 住所：710-0803　岡山県倉敷市中島1554番地1号
    - 大型バス1台
    - タクシー76台
    - 介護用車輛1台

### 広島県
- 中国交通カンパニー（中国交通）尾道営業所
  - 広島県尾道市御調町
    - 中国バスの子会社を2019年10月1日に合併し、社内カンパニー「中国交通カンパニー」とした。

### 過去にあった営業所
- 今保営業所 - 2020年3月1日に両備タクシーカンパニー今保営業所を事業統合。2020年12月29日、西営業所へ統合。
- 総社両備カンパニー - 2019年10月、総社両備タクシーを吸収合併し社内カンパニーとする。2022年3月31日閉鎖。
- 旭東営業所 - 2022年8月31日閉鎖。
- 福山両備タクシーカンパニー（福山両備タクシー）
  - 住所：721-0952　広島県福山市曙町4丁目19番3号
    - タクシー56台
    - 破産した福山交通（株）の従業員70人と車両56台を引き継いで、2007年7月9日に営業を開始[11]。2024年10月30日に閉鎖し[12]、翌11月1日からアサヒタクシーに事業譲渡。
- 中国交通尾道営業所（旧） - 尾道市天満町。2023年8月12日より旧・御調営業所へ統合し御調営業所を尾道営業所へ名称変更[13]。